# エドガー・バルデス・ビジャレアル
エドガー・バルデス・ビジャレアル（スペイン語: Edgar Valdez Villarreal、1973年8月11日 - ）はアメリカ合衆国の麻薬密売人で、メキシコの麻薬カルテル「ベルトラン・レイバ・カルテル」の最高幹部。
テキサス州ラレド出身であり、高校時代は有名なフットボールプレイヤーだったが、19歳で中学教師のカウンセラーをひき逃げして逮捕されカルテルに入り、その後ロス・セタスに対抗するロス・ネグロスというギャングの指導者となる。
金髪碧眼とほとんど白人に近い容貌から、"La Barbie"という異名を持った。
2010年8月30日、メキシコシティ郊外の農家に潜伏していたところを、メキシコ連邦警察によって逮捕された。

## 関連
- メキシコ麻薬戦争